# Friedrich Gilly

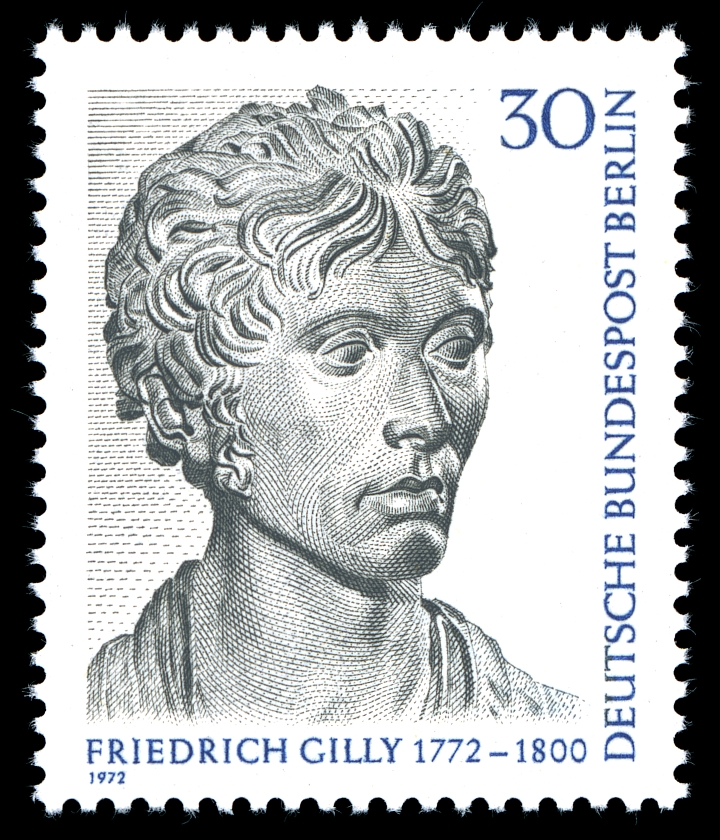
Friedrich Gilly

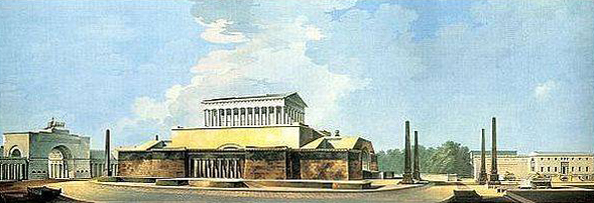
Projekt pomnika Fryderyka Wielkiego

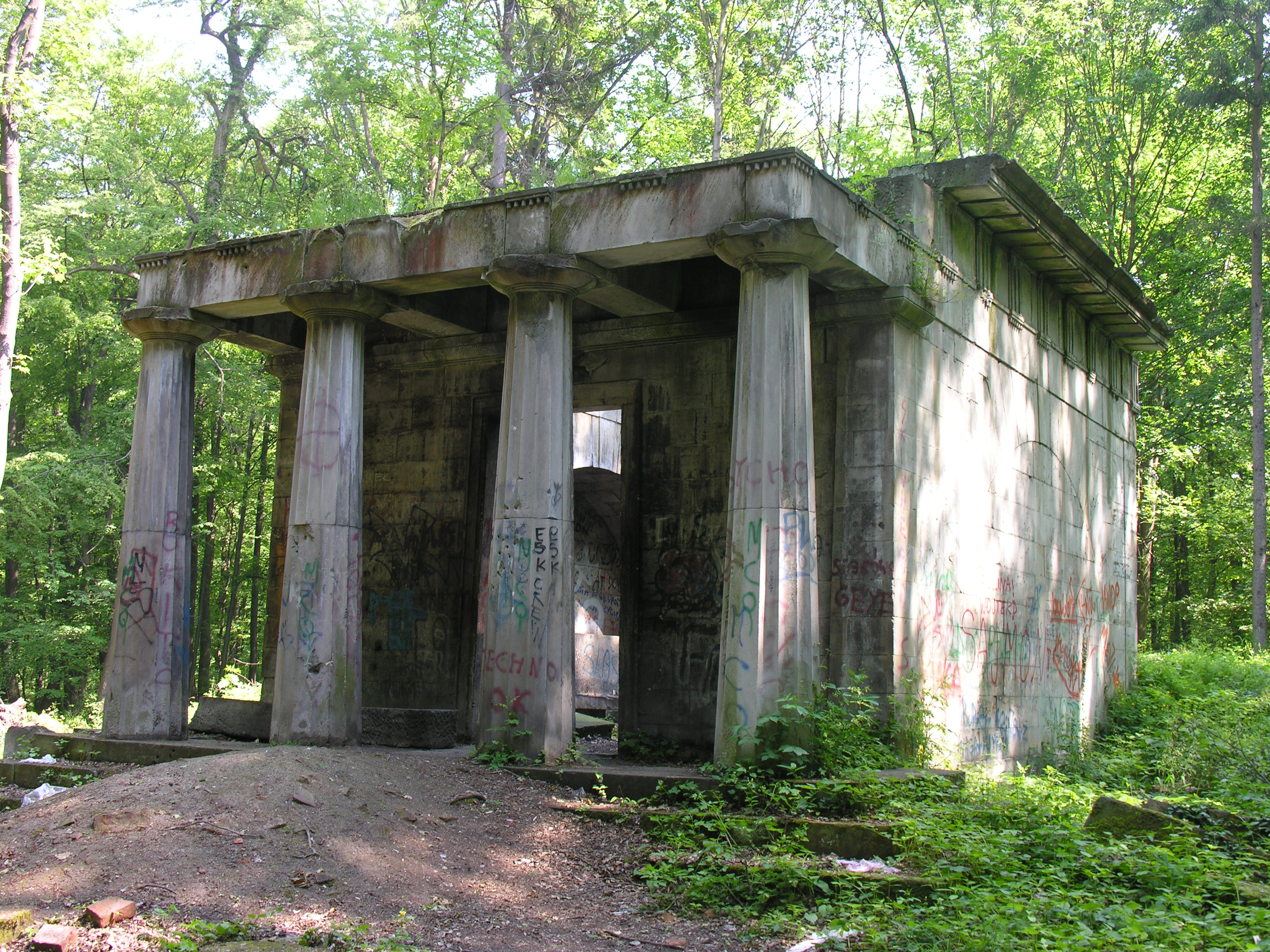
Mauzoleum Karla Georga Heinricha von Hoyma

Friedrich David Gilly (ur. 16 lutego 1772 w Dąbiu koło Szczecina, zm. 3 sierpnia 1800 w Karlowych Warach) – niemiecki architekt epoki klasycyzmu. Nauczyciel Karla Friedricha Schinkla i Leo von Klenzego.

## Życiorys
Friedrich David Gilly był synem znanego architekta Davida Gilly’ego z rodziny pruskich hugenotów. Ojciec zabierał go już jako chłopca w podróże służbowe związane z pracami budowlanymi oraz wspierał jego uzdolnienia. W 1788 (w wieku 16 lat) Friedrich Gilly przybył do Berlina, aby zdobyć wykształcenie w klasie architektonicznej na Akademii Sztuk Pięknych.
Nauczycielami architektury Gilly’ego byli Friedrich Becherer i Carl Gotthard Langhans. Rysunku uczyli go Christan Bernhard Rode, Johann Christoph Frisch, Johann Meil, Daniel Chodowiecki i Johann Gottfried Schadow. Nauki na temat praktyki budowlanej pobierał u Langhansa, Philippa Boumanna i Friedricha Wilhelma von Erdmannsdorffa.
W 1790 Gilly towarzyszył tajnemu radcy budowlanemu Heinrichowi Augustowi Riedlowi w podróży po Westfalii i Holandii, w czasie której zapoznał się z budownictwem wodnym. W kolejnym roku pracował przy realizacji Stadtvogtei (kancelarii miejskiej) w Berlinie.

### Szkice architektury średniowiecznej
W 1794 Gilly wraz ze swoim ojcem odbył podróże studialne po Prusach Wschodnich i Zachodnich. Owocem tej podróży była seria romantycznych szkiców zamku w Malborku – jedna z pierwszych dokumentacji architektury średniowiecznej, przyczyniając się do odrodzenia architektury ceglanej w północnych Niemczech. Dziesięć rysunków zostało wystawionych w Berlinie w 1795 (niem. Zeichnungen einiger merkwürdiger Partien aus dem alten Schlosse des teutschen Ritterorders zu Marienburg in Westpreussen) i spotkały się z dużym zainteresowaniem. Rysunki zostały następnie wykonane w technice akwatinty i opublikowane przez Friedricha Fricka między 1799 a 1803.

### Projekt pomnika Fryderyka Wielkiego
W 1796 ogłoszono konkurs na pomnik Fryderyka Wielkiego, do którego przystąpiło sześciu architektów: Langhans, von Erdmannsdorff, Hirt, Haut, Gentz i Gilly. Swoim projektem wzorowanym na świątyni doryckiej, Gilly zdobył sobie powszechne uznanie – obwołano go największym geniuszem architektury. Projekt zakładał budowę Partenonu na podniesieniu na ośmiokątnym placu (późniejszego Leipziger Platz). Do pomnika miały prowadzić schody. Jedynymi elementami dekoracyjnymi były dwie brązowe płaskorzeźby na frontonie – jedna przedstawiająca Fryderyka w wozie ciągniętym przez parę uskrzydlonych koni, lecącego nad głowami pokonanych wrogów oraz druga gloryfikująca Fryderyka jako księcia pokoju. Przed świątynią znajdować się miał łuk triumfalny zwieńczony kwadrygą. Przed łukiem miały stanąć dwa obeliski, a po drugiej stronie placu kolejne cztery. Przed obeliskami Gilly umieścił dwa pozłacane sfinksy w stylu egipskim. Chociaż projekt Gilly’ego nigdy nie został zrealizowany, to przyczynił się do rozwoju klasycyzmu w Niemczech.
Rysunki Gilly’ego stały się jednak inspiracją dla młodych architektów, m.in. dla Leo von Klenzego. Pod wpływem szkiców Gilly’ego Karl Friedrich Schinkel postanowił zostać architektem i bardzo wcześnie zajął się rysunkiem. Wkrótce Schinkel został uczniem Gilly’ego i jego ojca Dawida, z którymi się zaprzyjaźnił. Wraz z Friedrichem Gillym założył biuro architektoniczne Privatgesellschaft junger Architekten. Od 1798 uczęszczał do ich prywatnej szkoły budownictwa w Berlinie, gdzie podobnie jak inni studenci zamieszkał. W 1799, jako jeden z pierwszych studentów, podjął studia w nowo powstałej Berlińskiej Akademii Budownictwa, której współzałożycielem był David Gilly.

### Dalsza kariera
W 1797 Friedrich Gilly został naczelnym nadwornym inspektorem budowlanym (niem. Oberhofbauinspektor) i dzięki stypendium ufundowanemu przez Fryderyka Wilhelma II mógł odbyć podróże po Wielkiej Brytanii i Francji, a następnie do Niemiec południowych i Austrii (1798), ze względu na wydarzenia politycznie nie mógł udać się do Włoch. Owocem tych podroży było wiele szkiców, notatek, a także tekstów zebranych jako Sammlung nützlicher Aufsätze und Nachrichten.
Po powrocie z podróży w 1798 Gilly został w wieku 26 lat profesorem Akademii Budowlanej w Berlinie, gdzie wykładał optykę i perspektywę (geometrię wykreślną). W 1799 Gilly wraz z Gentzem założył Prywatne Stowarzyszenie Młodych Architektów (niem. Privatgesellschaft junger Architekten), którego celem było przygotowywanie projektów, rozwiązywanie określonych problemów architektonicznych oraz dalsze kształcenie się. W 1799 Gilly ożenił się z Ulrique Wilhelmine Marie Hainchelin.
W 1799 Gilly został zaangażowany w przygotowanie projektu teatru w Königsbergu (wzniesionego w tym samym roku), powstała seria szkiców została wykorzystana przy projekcie teatru w Poznaniu (1802–1805) oraz berlińskiego teatru narodowego w stylu klasycystycznym przy Gensdarmenmarkt(1800).

Gilly zmarł na gruźlicę w wieku jedynie 28 lat, podczas kuracji w Karlsbadzie. Architekt został pochowany na miejscowym cmentarzu, na jego nagrobku widnieje następujący napis: 

Tu spoczywa
rozłączony z ojczyzną i licznymi przyjaciółmi,
ulubieniec Niebios i ludzi,
artysta najszlachetniejszy;
w którym przenikała się pełnia geniuszu
z czystością prawdziwego smaku
i harmonii wewnętrznej
pięknie wykształconej duszy,
sztuka z życiem,
Friedrich Gilly
urodzony 16 Lutego 1771
zmarły 3 sierpnia 1800
Ci, którym jego śmierć odbiera piękno życia,
poświecili tu jemu w przygnębiającej oddali
ten pomnik wiecznego bólu i wiecznej miłości.

Niewiele z projektów Gilly’ego zostało zrealizowanych za jego życia, m.in. powstałe w 1799 w Berlinie pałac przy Behrenstrasse 68, dom przy Breite Strasse 40 i willa Mölter w Tiergarten. Gilly pozostawił po sobie liczne szkice architektoniczne – przekazane Schinklowi oraz projekty elementów wyposażenia wnętrz (m.in. mebli) i ornamentów.

## Wybrane dzieła
- 1796 – projekt pomnika Fryderyka Wielkiego
- 1798–1800 – mennica w Berlinie (z Heinrichem Gentzem)
- ok. 1800 – mauzoleum Karla Georga Heinricha von Hoyma w Brzegu Dolnym, obecnie ruina
- 1800 – projekt Teatru Narodowego w Berlinie